# Polydictya pantherina
Polydictya pantherina är en insektsart som beskrevs av Gerstaecker 1895. Polydictya pantherina ingår i släktet Polydictya och familjen lyktstritar. Inga underarter finns listade i Catalogue of Life.